# Cranston Manor
Cranston Manor — графическое приключение, опубликованное для Apple II компанией On-Line Systems в 1981 году. Это третья игра «линейки» Hi-Res Adventure. Игрок должен вторгнуться в особняк, который занимал миллионер, и украсть шестнадцать сокровищ, находящихся внутри него. Игра позволяет игрокам переключаться между графическим и текстовым игровым процессом.
Cranston Manor основана на текстовом приключении Ларри Леддена The Cranston Manor Adventure. Графическую версию запрограммировали Ледден, Кен Уильямс и Гарольд ДеВитц.

## Разработка
Ларри Ледден написал The Cranston Manor Adventure как текстовую интерактивную фантастику для 8-битного семейства Atari. Игра была опубликована Artworx в 1981 году. Sierra On-Line приобрела у Леддена права на создание графической версии, которая была опубликована как Cranston Manor для Apple II. Леддену выплачивались гонорары, но его имя не указано в версии от Sierra.